# Carte fille

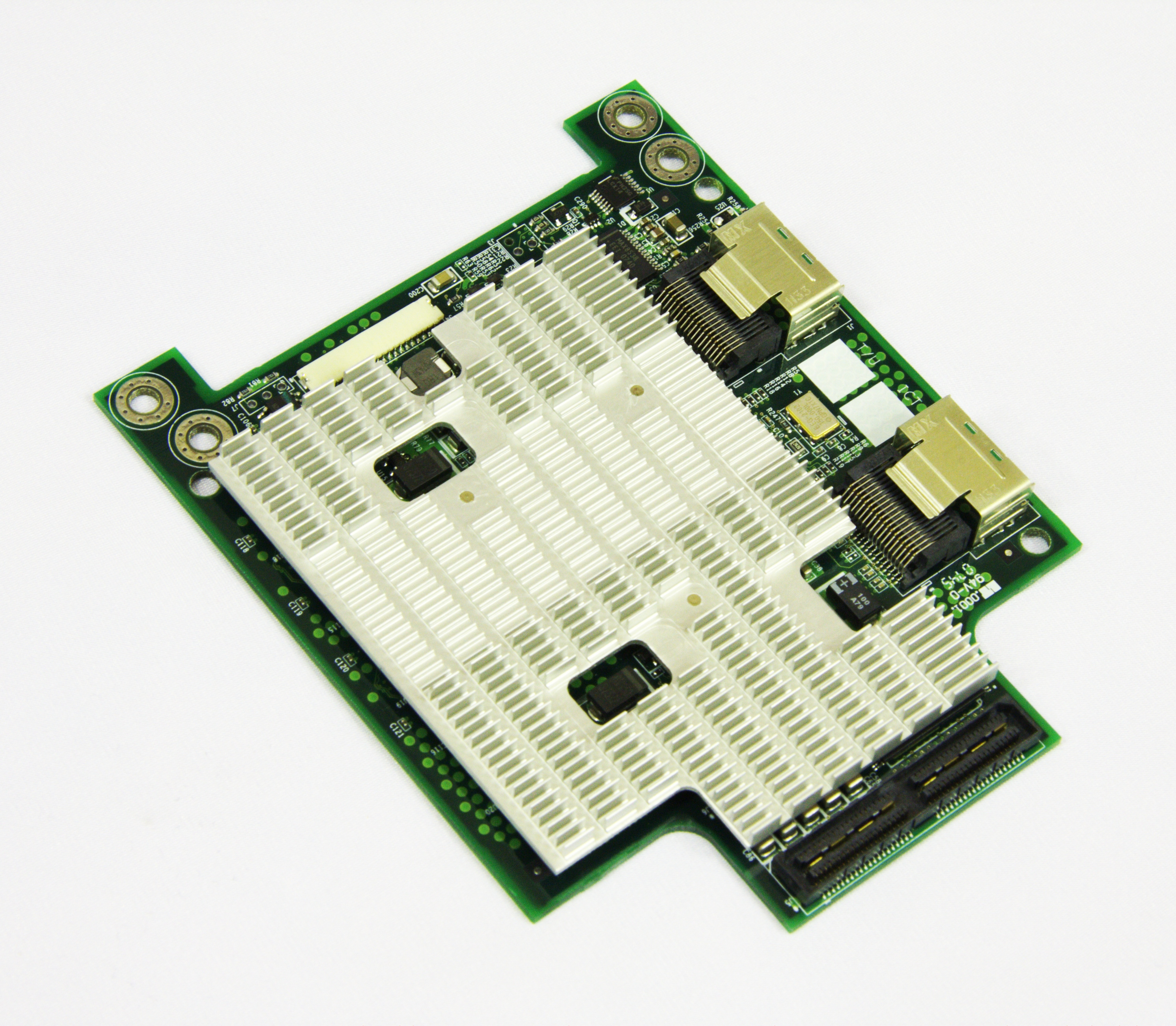
Une carte fille

Une carte fille est une pièce électronique. C'est un circuit imprimé qui a pour rôle d'être une extension de sa carte mère.

## Description
Le rôle de la carte fille est de fournir des fonctions supplémentaires que la carte mère ne peut exécuter seule.
C'est un circuit imprimé classique qui comporte plusieurs éléments permettant des branchements (pin, plug, socket ou connectique), ce qui la différencie d'une carte d'extension qui n'en comporte normalement qu'un seul. La carte fille communique directement à la carte mère plutôt que de passer par un bus informatique, comme le fait une carte d'extension. Elle peut comporter divers composants électroniques tel qu'un circuit intégré, un processeur, de la mémoire informatique comme une EEPROM, EPROM, PROM, ROM ou VRAM…
L'utilité d'une carte fille peut être diverse. L'intérêt principal est de permettre au système qui l'utilise d'augmenter les capacités décidées lors de sa création. Elle peut être utilisée dans les ordinateurs, placée en parallèle à la carte mère pour prendre le moins de place possible. Dans les jeux vidéo, notamment les systèmes d'arcade, le couple carte mère / carte fille permet de réduire les coûts d'achat de l'exploitant en permettant une modularité aisée ; la carte mère supporte le cœur du système alors que la carte fille apporte les ROM du jeu et parfois des fonctionnalités supplémentaires.